# Биоковина
Биоковина су насељено мјесто у Босни и Херцеговини у Општини Јајце које административно припада Федерацији Босне и Херцеговине. Према попису становништва из 1991. у насељу је живјело 512 становника.

## Становништво
Према попису становништва из 1991. године место је имало 512 становника.
| Националност | 1991.        |
| Муслимани    | 420 (82,03%) |
| Срби         | 91 (17,77%)  |
| Југословени  | 1 (0,20%)    |
| Укупно       |              |